# Station Quarreux
Station Quarreux is een voormalig spoorwegstation langs spoorlijn 42 in de gemeente Aywaille.
Het stationsgebouw, dat in de nabije omgeving van het kasteel van Quarreux lag, werd gebouwd in 1884 en in gebruik genomen bij de inhuldiging van de spoorlijn begin 1885. Wegens het lage aantal reizigers werden de loketten in 1930 gesloten en werd Quarreux een spoorweghalte die afhing van het station Aywaille. In 1952 werd het stationsgebouw gesloopt.
De goederenkoer die voornamelijk gebruikt werd voor het transport van boomstammen werd in 1963 gesloten en in 1979 werd ook de reizigershalte opgeheven.

## Aantal instappende reizigers
De grafiek en tabel geven het gemiddeld aantal instappende reizigers weer op een week-, zater- en zondag.
| Tabel: aantal instappende reizigers station Quarreux | Tabel: aantal instappende reizigers station Quarreux | Tabel: aantal instappende reizigers station Quarreux | Tabel: aantal instappende reizigers station Quarreux |
|                                                      | Weekdag                                              | Zaterdag                                             | Zondag                                               |
| ---------------------------------------------------- | ---------------------------------------------------- | ---------------------------------------------------- | ---------------------------------------------------- |
| 1977                                                 | 2                                                    | 3                                                    | 1                                                    |
| 1978                                                 | 1                                                    | 1                                                    | 2                                                    |

0,0: Rivage ·
0,9: Liotte ·
5,7: Martinrive ·
8,2: Aywaille ·
11,4: Remouchamps ·
13,4: Nonceveux ·
17,0: Quarreux ·
19,0: Lorcé-Chevron ·
21,4: Stoumont ·
27,4: La Gleize ·
30,4: Roanne-Coo ·
32,6: Coo ·
34,8: Trois-Ponts ·
40,7: Grand-Halleux ·
45,7: Rencheux ·
46,7: Vielsalm ·
48,3: Salmchâteau ·
51,4: Cierreux ·
54,2: Bovigny ·
58,1: Gouvy